# Ryan Idol
Ryan Idol (de son vrai nom Marc Anthony Donais), né le 10 août 1966 à Worcester (Massachusetts), est un acteur pornographique américain spécialisé dans le porno gay, qui tourna pour de célèbres réalisateurs tels que Chi Chi LaRue.

## Biographie
Réputé pour avoir fait des films pornographiques gay, il a mis fin à sa carrière après une chute en 1998 du quatrième étage d'un immeuble, dont il a gardé des séquelles.
Reconverti dans le théâtre, il a joué dans la pièce The Ritz, à Broadway, en 2007.
Le 27 septembre 2012, il a été condamné à douze ans de prison ferme par le tribunal de Sacramento pour tentative de meurtre sur son ancienne compagne en 2009.

## Filmographie sélective
- 1991 : Idol Worship de Rick Bradshaw
- 1993 : Idol Thoughts de Chi Chi LaRue
- 1994 : Idol Country de Chi Chi LaRue
- 1996 : Idol in the Sky de David Forrest

## Récompenses
Ryan Idol a été récompensé d'un AVN Award, catégorie "Best Actor-Gay Video", pour son rôle dans le film Idol Country (1994).